# Prima Divisione Basilicata 1950-1951
La Prima Divisione fu il massimo campionato regionale di calcio disputato in Basilicata nella stagione 1950-1951. Fu la prima edizione lucana di Prima Divisione e la prima a prevedere una promozione. Per garantire l'accesso al campionato superiore ad un club lucano, i posti riservati alla Lombardia vennero ridotti da 12 ad 11.

## Girone A

### Squadre partecipanti
| Club                               | Città (provincia)       | Stagione precedente                        |
| ---------------------------------- | ----------------------- | ------------------------------------------ |
| U.S. Aviglianese "Emanuele Stolfi" | Avigliano (PZ)          | 2º posto in Seconda Divisione C            |
| S.S. Fiamma                        | Melfi (PZ)              | 2º posto in Seconda Divisione B            |
| U.S. G. Fortunato                  | Rionero in Vulture (PZ) | 3º posto in Seconda Divisione A            |
| Pol. Juventina Potenza             | Potenza                 | 1º posto in Seconda Divisione C            |
| U.S. Lavello                       | Lavello (PZ)            | 2º posto in Seconda Divisione A            |
| Muro Lucano                        | Muro Lucano (PZ)        | 1º posto in Seconda Divisione B            |
| U.S. Pescopagano                   | Pescopagano (PZ)        | 3º posto in Seconda Divisione B, ripescato |
| U.S. Venusia                       | Venosa (PZ)             | 1º posto in Seconda Divisione A            |

### Classifica finale
|  | Pos. | Squadra            | Pt      | G  | V | N | P  | GF | GS | DR  |
|  | ---- | ------------------ | ------- | -- | - | - | -- | -- | -- | --- |
|  | 1.   | Juventina Potenza  | 17      | 12 | 8 | 1 | 3  | 22 | 11 | +11 |
|  | 1.   | Lavello            | 17      | 12 | 7 | 3 | 2  | 22 | 9  | +13 |
|  | 3.   | Fiamma             | 15      | 12 | 6 | 3 | 3  | 24 | 19 | +5  |
|  | 4.   | G. Fortunato       | 14      | 12 | 5 | 4 | 3  | 14 | 11 | +3  |
|  | 5.   | Pescopagano        | 11      | 12 | 3 | 5 | 4  | 16 | 18 | -2  |
|  | 6.   | Aviglianese Stolfi | 4       | 12 | 2 | 0 | 10 | 10 | 29 | -19 |
|  | 7.   | Venusia (-1)       | 3       | 12 | 1 | 2 | 9  | 6  | 21 | -15 |
|  | --   | Muro Lucano        | Esclusa | -  | - | - | -  | -  | -  | −   |

Legenda:
      Ammesso alle finali regionali.
      Retrocesso in Seconda Divisione.
Regolamento:
Due punti a vittoria, uno a pareggio, zero a sconfitta.
Note:
Il Venusia ha scontato 1 punto di penalizzazione in classifica per una rinuncia.

### Spareggio per l'accesso alle finali
|                   | Risultati |         | Luogo e data  |  |
| ----------------- | --------- | ------- | ------------- |  |
| Juventina Potenza | 1 - 0     | Lavello | ???, ??? 1951 |  |
|                   |           |         |               |  |

## Girone B

### Squadre partecipanti
| Club                | Città (provincia)      | Stagione precedente                        |
| ------------------- | ---------------------- | ------------------------------------------ |
| Aurora Montalbano   | Montalbano Jonico (MT) | 2º posto in Seconda Divisione E            |
| U.S. Bernalda       | Bernalda (MT)          | -                                          |
| A.S.C. Candela      | Grassano (MT)          | 1º posto in Seconda Divisione D            |
| U.S. Ferrandinese   | Ferrandina (MT)        | 5º posto in Seconda Divisione E, ripescato |
| U.S. La Proletaria  | Bernalda (MT)          | 3º posto in Seconda Divisione E            |
| Pol. Libertas       | Matera                 | -                                          |
| U.S. Montescaglioso | Montescaglioso (MT)    | 1º posto in Seconda Divisione E            |

### Classifica finale
|  | Pos. | Squadra           | Pt | G  | V | N | P  | GF | GS | DR  |
|  | ---- | ----------------- | -- | -- | - | - | -- | -- | -- | --- |
|  | 1.   | Montescaglioso    | 19 | 12 | 9 | 1 | 2  | 32 | 11 | +21 |
|  | 1.   | Aurora Montalbano | 19 | 12 | 9 | 1 | 2  | 40 | 8  | +32 |
|  | 3.   | Bernalda          | 18 | 12 | 9 | 0 | 3  | 37 | 11 | +26 |
|  | 4.   | La Proletaria     | 14 | 12 | 7 | 0 | 5  | 24 | 15 | +9  |
|  | 5.   | Candela           | 10 | 12 | 4 | 2 | 6  | 18 | 21 | -3  |
|  | 6.   | Ferrandinese (-1) | 1  | 12 | 1 | 0 | 11 | 7  | 66 | -59 |
|  | 7.   | Libertas          | 0  | 12 | 0 | 0 | 12 | 6  | 36 | -30 |

Legenda:
      Ammesso alle finali regionali.
      Retrocesso in Seconda Divisione.
Regolamento:
Due punti a vittoria, uno a pareggio, zero a sconfitta.
Note:
La Ferrandinese ha scontato 1 punto di penalizzazione in classifica per una rinuncia.

### Spareggio per l'accesso alle finali
|                | Risultati |                   | Luogo e data  |  |
| -------------- | --------- | ----------------- | ------------- |  |
| Montescaglioso | 6 - 0     | Aurora Montalbano | ???, ??? 1951 |  |
|                |           |                   |               |  |

## Girone C

### Squadre partecipanti
| Club               | Città (provincia)           | Stagione precedente                        |
| ------------------ | --------------------------- | ------------------------------------------ |
| S.S. Alpe          | Latronico (PZ)              | 3º posto in Seconda Divisione F, ripescato |
| U.S. Castelluccese | Castelluccio Inferiore (PZ) | 2º posto in Seconda Divisione F            |
| S.S. Italia        | Senise (PZ)                 | -                                          |
| U.S. Moliternese   | Moliterno (PZ)              | 2º posto in Seconda Divisione G            |

### Classifica finale
|  | Pos. | Squadra       | Pt | G | V | N | P | GF | GS | DR  |
|  | ---- | ------------- | -- | - | - | - | - | -- | -- | --- |
|  | 1.   | Castelluccese | 10 | 6 | 5 | 0 | 1 | 18 | 8  | +10 |
|  | 2.   | Moliternese   | 9  | 6 | 4 | 1 | 1 | 34 | 9  | +25 |
|  | 3.   | Alpe          | 3  | 6 | 1 | 1 | 4 | 11 | 28 | -17 |
|  | 4.   | Italia Senise | 1  | 6 | 1 | 0 | 5 | 5  | 23 | -18 |

Legenda:
      Ammesso alle finali regionali.
      Retrocesso in Seconda Categoria.
Regolamento:
Due punti a vittoria, uno a pareggio, zero a sconfitta.

## Girone finale
|  | Pos. | Squadra           | Pt | G | V | N | P | GF | GS | DR |
|  | ---- | ----------------- | -- | - | - | - | - | -- | -- | -- |
|  | 1.   | Juventina Potenza | 4  | 2 | 2 | 0 | 0 | 3  | 1  | +2 |
|  | 2.   | Montescaglioso    | 2  | 2 | 1 | 0 | 1 | 1  | 1  | 0  |
|  | 3.   | Castelluccese     | 0  | 2 | 0 | 0 | 2 | 1  | 3  | -2 |

Legenda:
      Promosso in Promozione 1951-1952.
Regolamento:
Due punti a vittoria, uno a pareggio, zero a sconfitta.

### Giornali
- Archivio della Gazzetta dello Sport, stagione 1950-51, consultabile presso le Biblioteche:
  - Biblioteca Nazionale Braidense di Milano,
  - Biblioteca Nazionale Centrale di Firenze,
  - Biblioteca Nazionale Centrale di Roma,
  - Biblioteca Civica Berio di Genova,
  - e presso Emeroteca del C.O.N.I. di Roma (non è online ma è da consultare in sede).

### Libri
- Almanacco illustrato del Calcio 1951, Milano-Roma, Rizzoli, 1950.
- Carlo Maglia, Il calcio dilettantistico lucano 1920-1992 - fatti immagini dati, Napoli, Rocco Curto Editore, 1993,  Vol. I - pp. 37-50.